# Isaac Karabtchevsky
Isaac Karabtchevsky (São Paulo, 27 de diciembre de 1934) es un director brasileño de ascendencia judía rusa. Estudió música en Alemania, donde sus profesores fueron Wolfgang Fortner, Pierre Boulez y Carl Ueter.

## Trayectoria
Karabtchevsky condujo la Orquesta Sinfónica brasileña, (Río de Janeiro) de 1969 a 1996. De 1988 a 1994, fue director principal del Tonkünstler Orquesta en (Viena). De 1995 a 2001, fue director de música del Teatro La Fenice (Venecia). Desde 2003, Karabtchevsky ha sido el director artístico de la Orquesta Sinfónica de Porto Alegre (Porto Alegre). Asimismo, fue director de música de la Orchestre Nacional des Pays de la Loire de 2004 a 2009.